# Sankeyův diagram

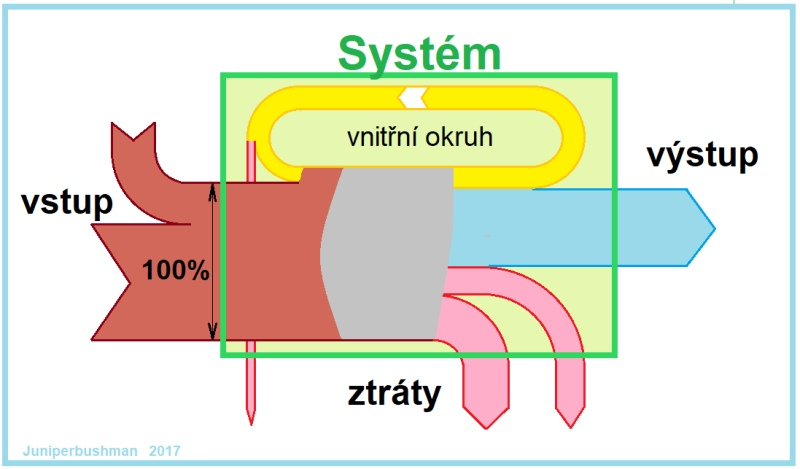
Modelový Sankeyův diagram

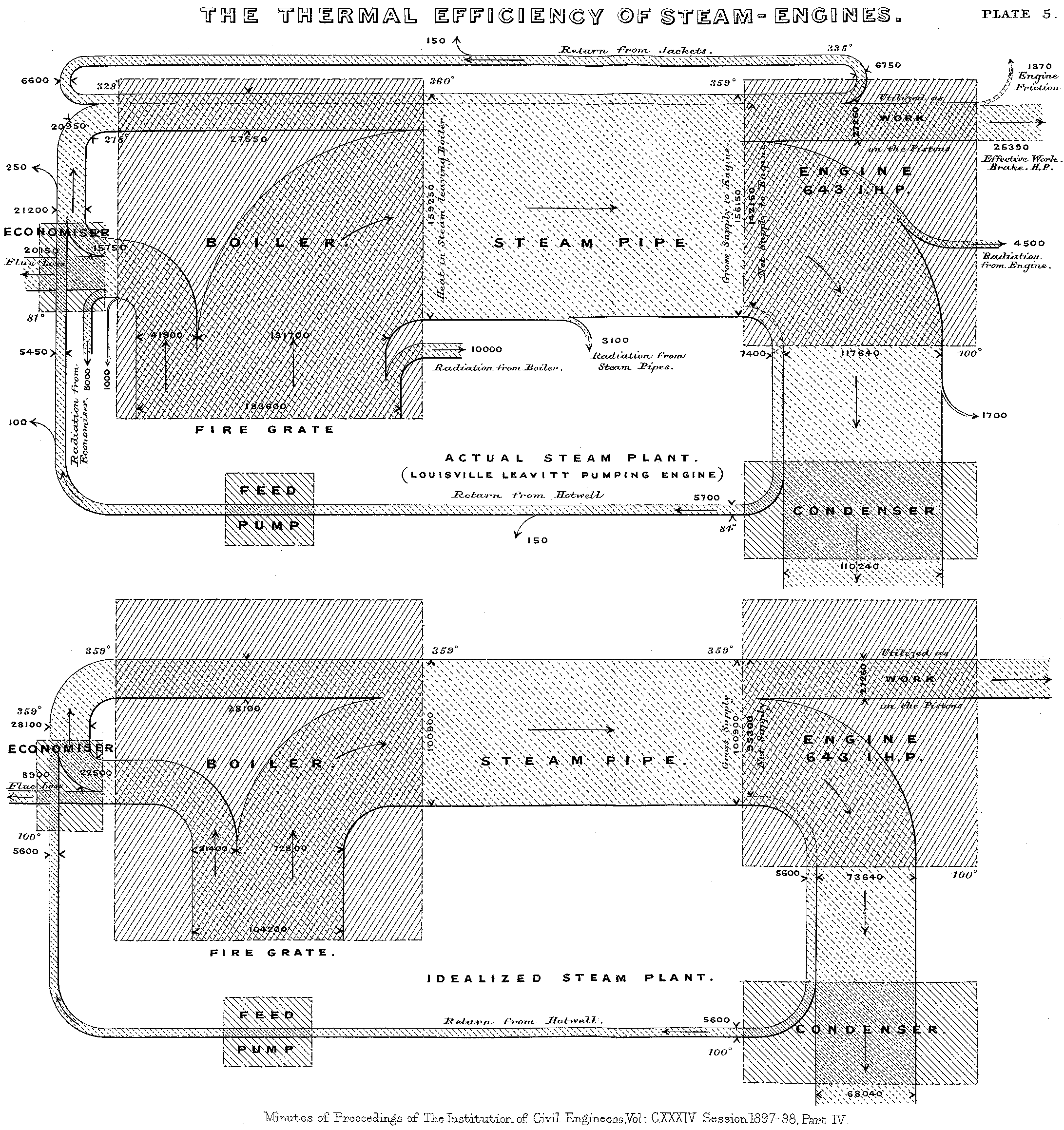
Originál Sankeyova diagramu z roku 1898 pro parní stroj

Sankeyův diagram (neboli bilanční diagram) je grafické znázornění složení a časového průběhu stavu určité veličiny v určitém systému. Jeho autorem je irský inženýr Matthew Henry Phineas Riall Sankey (1853 – 1921), který jej v roce 1898 použil pro zobrazení účinnosti parního stroje.
 V diagramu se velikost sledované veličiny znázorňuje šířkou pásu.

## Užití
Nejčastěji se Sankeyův diagram používá v technice pro znázornění účinnosti nějakého zařízení. V tomto případě je sledovanou veličinou energie (práce). Může ale také znázorňovat pohyb materiálu, financí, lidí a pod. v určitém časovém úseku (cyklus, den, rok,…). Pro dynamické procesy je Sankeyův diagram nejnázornější.

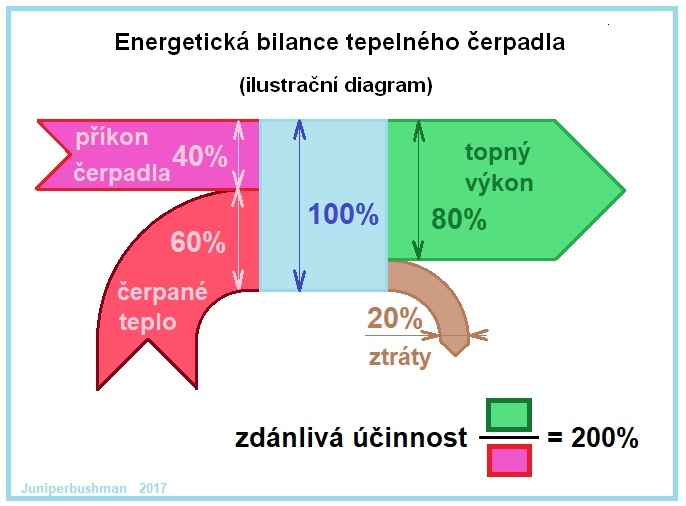
Energetická bilance tepelného čerpadla
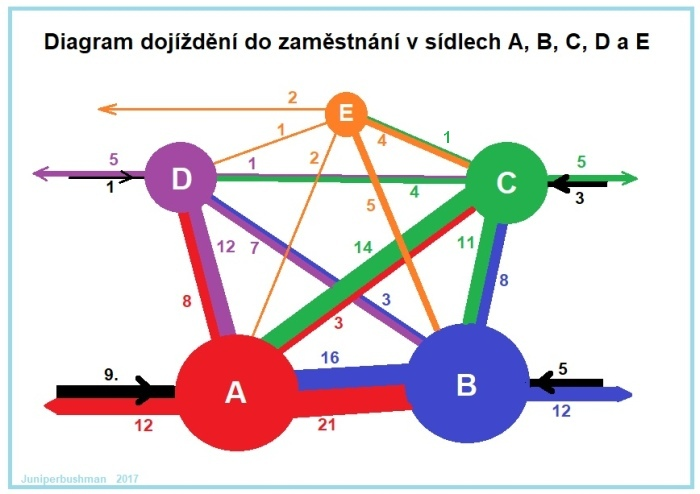
Diagram dojíždění do zaměstnání

### Předchůdce
Podobný diagram použil v roce 1869 Charles Minard, když na mapě Evropy znázornil velikost Napoleonovy armády při tažení do Ruska.

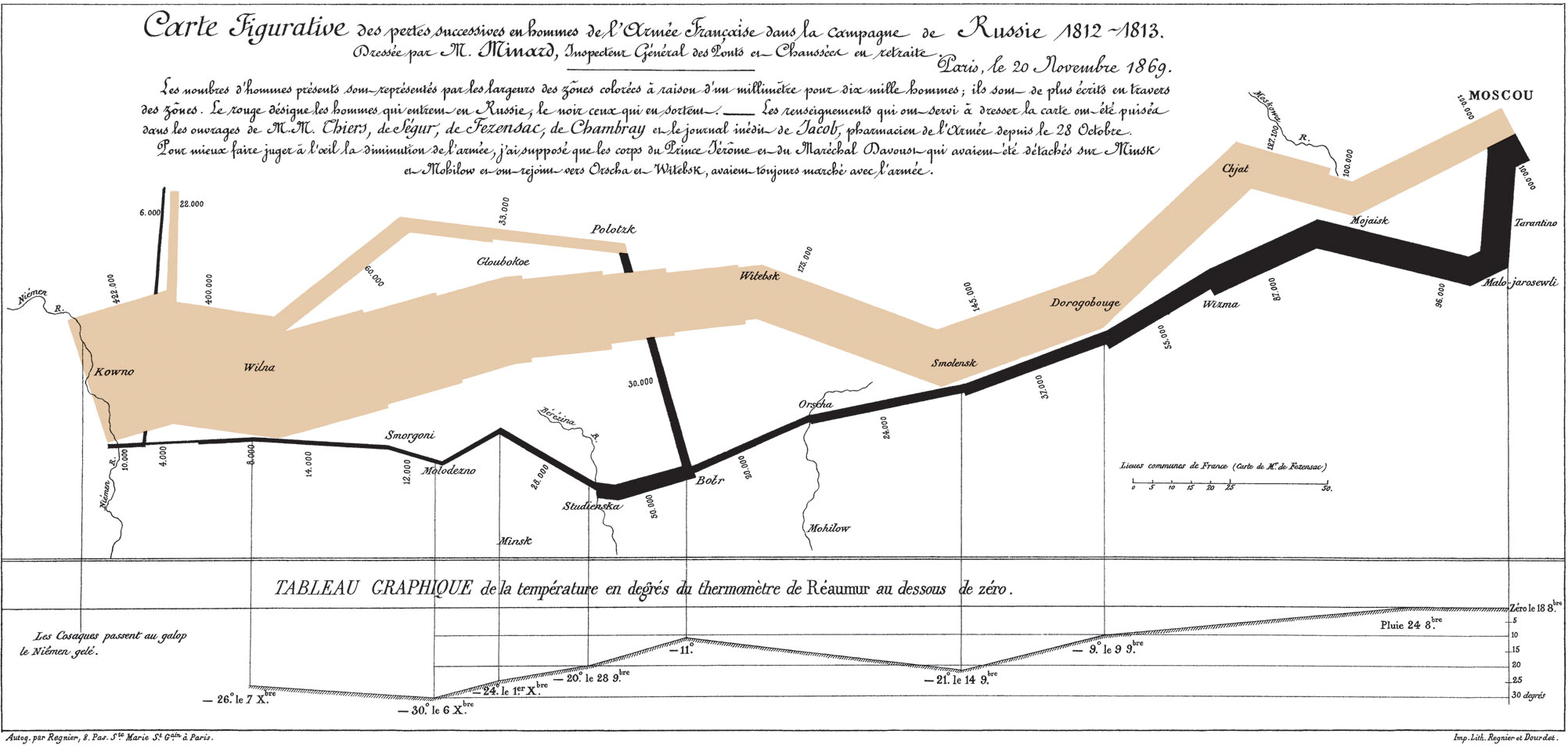
Minardův diagram Napoleonova tažení do Ruska